# タイムマシン (赤と嘘の曲)
「タイムマシン 赤盤+嘘盤」（タイムマシン あかばんプラスうそばん）は、2015年9月10日にSTUDIO CUBIC RECORDSから発売された、日本のシンガーソングライター・森翼のソロプロジェクト赤と嘘1作目のシングル。
規格品番:STCB-0003 (赤盤)、STCB-0004 (嘘盤)

## 概要
- 森翼名義の前作から約6年2ヶ月ぶりのシングルである。
- 赤盤と嘘盤の2種類があり、同時に発売された。
- 全曲バイノーラルマイクで録音されている[1]。
- 配信では、「タイムマシン 赤盤+嘘盤」と表記される。

## 赤盤 収録曲
全曲 作詞/作曲：森翼 編曲：鈴木Daichi秀行
1. タイムマシン
2. ニーナ
3. ベイビーベイビー
4. 赤盤talk session (ボーナストラック)

## 嘘盤 収録曲
全曲 作詞/作曲：森翼 編曲：鈴木Daichi秀行
1. タイムマシン
2. くそびっち
3. ショートホープ
4. 嘘盤talk session前編 (ボーナストラック)
5. 嘘盤talk session後編 (ボーナストラック)